# Public Announcement
Public Announcement, bis 1993 bekannt als R. Kelly and Public Announcement, ist eine US-amerikanische R&B- und New-Jack-Swing-Band, welche bis 1993 als R. Kellys Backgroundband fungierte.

## Karriere
Nachdem der damalige Newcomer R. Kelly 1990 seinen ersten Plattenvertrag bei Jive unterschrieb, castete er seine Backup-Band für sein noch anstehendes Debütalbum. Die Backgroundsänger und Tänzer André Boykins, Earl Robinson und Glenn Wright ergatterten die Stelle als R. Kellys Background-Gruppe und das erste Album Born into the 90's wurde im Januar 1992 veröffentlicht. Das Album ist ein kommerzieller Hit und schießt direkt auf den dritten Platz der US-amerikanischen R&B- und Hip-Hop-Albumcharts. Des Weiteren erhält das Album eine Platin-Schallplatte für über eine Million verkaufte Einheiten in den Vereinigten Staaten. Auch die vier Singles „She's Got That Vibe“, „Honey Love“, „Dedicated“ und „Slow Dance (Hey Mr. DJ)“ sind Erfolge. Während zwei von ihnen („Honey“ und „Slow Dance“) sogar die Nummer eins der Billboard Hot R&B/Hip-Hop Tracks erreichen, sind die anderen beiden Singles Top-Ten-Hits. Zu dieser Zeit trug die Gruppe den Titel R. Kelly and Public Announcement. Nach einer erfolgreichen Tournée der Gruppe im Jahre 1993 verließ Kelly das Projekt, um eine Solokarriere zu starten. Mit ihm verließ auch Boykins die Gruppe, welcher sich dazu entschloss, für Kelly Songs zu schreiben und im Studio als Sänger von Backgroundvocals zu agieren. Die Band pausierte nach diesem Rückschlag vorerst.
Bis 1998, fünf Jahre nach dem Debütalbum mit Kelly und Boykins, fanden die restlichen Sänger von Public Announcement Robinson und Wright in den Musikern Euclid Gray und Feloney Davis, welcher fortan für Kelly die Leadvocals übernahm, einen geeigneten Ersatz und veröffentlichten ihr zweites Studioalbum All Work, No Play unter A&M Records. Auch der zweite Longplayer war ein Erfolg und erreichte mit Platz 14 die Top Zwanzig der Top-R&B/Hip-Hop-Alben. Die Leadsingle „Body Bumpin (Yippie-Yi-Yo)“ war zudem der größte Hit, den die Band bis heute aufweisen kann und erreichte nicht nur Platz 4 der R&B-Singlecharts in den USA, sondern auch Platz 5 der Pop-orientierten Hot 100-Liste. Obwohl die erste Single einen solch großen Erfolg brachte, verfehlte die Folgesingle „It's About Time“ den Charteinstieg. Als Konsequenz kündigte das Label den Vertrag mit der Gruppe. Frustriert darüber verließ der 1993 hinzugestoßene Gospelmusiker Gray die Band, um von Chicagoer Sänger Ace Watkins ersetzt zu werden.
Bereits ein Jahr später, im Jahre 1999, folgte die Buzz-Single „John Doe“. Der Vorgeschmack auf das dritte kommende Album war – wider Erwarten – nur ein kleinerer Hit in den US-Charts, woraufhin sich das neue Musiklabel Epic Records dazu entschloss, die Albumveröffentlichung zu verschieben. Einige Monate später im Jahr 2000 wurde dann die Single „Mamacita“ auf den Markt gebracht. Sie knüpft zwar nicht an den großen Erfolg der letzten Leadsingle „Body Bumpin“ an, verkauft sich aber zufriedenstellend (Platz 39 der US-amerikanischen Hot 100 und Rang 7 auf dem entsprechenden R&B/Hip-Hop Pendant). Mit der Veröffentlichung des dritten Studioalbums Don't Hold Back geht ein Re-Release des Titels „John Doe“ im Jahre 2001 einher. Das Album sowie der Song „Jon Doe“ platzieren sich in den Top Vierzig der R&B/Hip-Hop-Charts. Außerdem folgte Monate später die dritte Auskopplung „Man Ain't Supposed To Cry“ mit ähnlichem Erfolg. Als Folge der enttäuschenden Chartplatzierungen wird die Band 2003 das dritte Mal gedroppt. Ebenso verlässt wieder ein Mitglied, verärgert darüber, das Ensemble. Diesmals ist es Watkins (Mitglied seit 1999), welcher die Zusammenarbeit mit der Gruppe beendet. 2004 füllt das bisher jüngste Mitglied Mar-K die Lücke. Der aus Cincinnati stammende Sänger ist der einzige, der je Mitglied der Gruppe war ohne aus Chicago stammen.
2006 gelingt es ihnen dann gemeinsam mit Universal und dem eigenen, neu gegründeten Label das vierte Studioalbum When the Smoke Clears zu veröffentlichen. Das Album ist ein kommerzieller Flop und erreicht lediglich Position 99 der Top-R&B/Hip-Hop-Alben. Keine Single wird aus dem Album ausgekoppelt und die Gruppe beschloss eine Pause zu machen, um sich auf Solokarrieren zu orientieren.

## Diskografie

### Studioalben
| Jahr | Titel                 | Höchstplatzierung, Gesamtwochen, AuszeichnungChartplatzierungen (Jahr, Titel, Platzierungen, Wochen, Auszeichnungen, Anmerkungen) | Höchstplatzierung, Gesamtwochen, AuszeichnungChartplatzierungen (Jahr, Titel, Platzierungen, Wochen, Auszeichnungen, Anmerkungen) | Höchstplatzierung, Gesamtwochen, AuszeichnungChartplatzierungen (Jahr, Titel, Platzierungen, Wochen, Auszeichnungen, Anmerkungen) | Anmerkungen                           |
| Jahr | Titel                 | DE | UK | US | Anmerkungen                           |
| ---- | --------------------- | --- | --- | --- | ------------------------------------- |
| 1998 | All Work, No Play     | — | — | US81 (24 Wo.)US | Erstveröffentlichung: 24. August 1998 |
| 2001 | Don’t Hold Back       | — | — | US89 (7 Wo.)US | Erstveröffentlichung: 6. Februar 2001 |
| 2006 | When The Smoke Clears | — | — | — | Erstveröffentlichung: 10. Januar 2006 |

### Gemeinschaftsalben
| Jahr | Titel              | Höchstplatzierung, Gesamtwochen, AuszeichnungChartplatzierungen (Jahr, Titel, Platzierungen, Wochen, Auszeichnungen, Anmerkungen) | Höchstplatzierung, Gesamtwochen, AuszeichnungChartplatzierungen (Jahr, Titel, Platzierungen, Wochen, Auszeichnungen, Anmerkungen) | Höchstplatzierung, Gesamtwochen, AuszeichnungChartplatzierungen (Jahr, Titel, Platzierungen, Wochen, Auszeichnungen, Anmerkungen) | Anmerkungen                                        |
| Jahr | Titel              | DE | UK | US | Anmerkungen                                        |
| ---- | ------------------ | --- | --- | --- | -------------------------------------------------- |
| 1992 | Born into the ’90s | — | UK67 (1 Wo.)UK | US42 Platin · (62 Wo.)US | Erstveröffentlichung: 14. Januar 1992 mit R. Kelly |

### Singles
| Jahr | Titel Album                                   | Höchstplatzierung, Gesamtwochen, AuszeichnungChartplatzierungen (Jahr, Titel, Album, Platzierungen, Wochen, Auszeichnungen, Anmerkungen) | Höchstplatzierung, Gesamtwochen, AuszeichnungChartplatzierungen (Jahr, Titel, Album, Platzierungen, Wochen, Auszeichnungen, Anmerkungen) | Höchstplatzierung, Gesamtwochen, AuszeichnungChartplatzierungen (Jahr, Titel, Album, Platzierungen, Wochen, Auszeichnungen, Anmerkungen) | Anmerkungen                                           |
| Jahr | Titel Album                                   | DE | UK | US | Anmerkungen                                           |
| ---- | --------------------------------------------- | --- | --- | --- | ----------------------------------------------------- |
| 1992 | She’s Got That Vibe Born into the 90’s        | — | UK3 (15 Wo.)UK | US59 (12 Wo.)US | Erstveröffentlichung: März 1992 mit R. Kelly          |
| 1992 | Honey Love Born into the 90’s                 | — | — | US39 (19 Wo.)US | Erstveröffentlichung: 16. Mai 1992 mit R. Kelly       |
| 1992 | Slow Dance (Hey Mr. DJ) Born into the 90’s    | — | — | US43 (19 Wo.)US | Erstveröffentlichung: 11. September 1992 mit R. Kelly |
| 1993 | Dedicated Born into the 90’s                  | — | — | US31 (20 Wo.)US | Erstveröffentlichung: Februar 1993 mit R. Kelly       |
| 1998 | Body Bumpin’ (Yippie-Yi-Yo) All Work, No Play | — | UK38 (2 Wo.)UK | US5 Platin · (22 Wo.)US | Erstveröffentlichung: Februar 1998                    |
| 2001 | Mamacita Don’t Hold Back                      | DE76 (6 Wo.)DE | — | US39 (8 Wo.)US | Erstveröffentlichung: Januar 2001                     |
| 2001 | John Doe Don’t Hold Back                      | — | — | US95 (3 Wo.)US | Erstveröffentlichung: September 2001 feat. LeLe       |